# Нагальні речі (фільм)
«Нагальні речі» (англ. Needful Things) — американський містичний трилер 1993 року режисера Фрейзера Кларка Гестона, екранізація роману Стівена Кінга «Нагальні речі». Прем'єра фільму відбулася 27 серпня 1993 року.

## Сюжет
У невелике тихе містечко Касл-Рок приїжджає на чорному авто літній чоловік на ім'я Ліланд Ґонт. Він відкриває магазин з дивною назвою «Нагальні речі». Кожен житель міста знаходить у магазині те, що йому необхідно. При цьому Ґонт не вимагає за речі великих грошей, а приймає ту суму, яку може надати покупець. Однак покупець також укладає щось на зразок угоди з Ґонтом, і зобов'язується виконати «маленьку шкоду» — розіграти одного з жителів містечка.
Першим клієнтом Ґонта стає хлопчик Браян Раск — він купує рідкісну бейсбольну картку з автографом. У хлопчика бракує грошей і як частину оплати Ґонт просить Браяна забруднити білизну Вілми Джерзік, яка сушиться у дворі. Потім скромна жінка Нетті Кобб придбала у Ґонта порцелянову статуетку, дуже схожу на ту, яка була у неї в минулому і яку розбив її покійний чоловік. Натомість Нетті розвішує в будинку мера міста Денфорта Кітона листівки, підписані ім'ям помічника шерифа Норріса Ріджвіка. В цей час Нетті виявляє свого улюбленого собаку, про якого раніше дуже несхвально відгукувалася Вілма Джерзік, вбитим (це зробив п'яниця Г'ю Пріст у обмін на свою стару куртку). Підозра падає на Вілму. Вілма ж виявляє свою білизну забрудненою в грязюці, а шибки в будинку побитими, і підозра падає на Нетті, хоча і те, і інше зробив Браян Раск, в обмін на картку. Жінки стикаються між собою в ножовому бою.
Денфорт Кітон, який привласнив гроші з міського бюджету, щоб розплатитися з гральними боргами, купує в Ґонта іграшкового коня, який передбачає результат будь-яких перегонів, і дозволяє швидко розбагатіти. Френку Джеветту Ґонт продає перше видання книги «Острів скарбів», також його клієнтами стають католицький і баптистський священнослужителі.
Ґонт побоюється шерифа Алана Пенгборна, який нічого в нього не купує, тому дарує його нареченій Поллі Чалмерс намисто, що лікує артрит. Потім Ґонт знаходить у своєму магазині Кітона, який думає вбити Норріса Ріджвіка, який нібито розвісив викривальні листівки. Ґонт відмовляє його від цього і забирає в нього пістолет.
Браян стає свідком розслідування в будинку Вілми та усвідомлює, що став причиною загибелі двох жінок. Браян намагається розповісти Алану про витівки Ґонта, але не наважується. Пізніше Алан підходить до Браяна та запитує, що його налякало. Брайан пояснює, що Ґонт — не людина, та намагається застрелитися, але шерив рятує його. Після цього Алан замислюється, що Ґонт справді може бути не тим, ким здається.
Алан хоче попередити Поллі про небезпеку намиста, та отримує удар струмом. Ґонт з'являється в її спальні і пропонує нове намисто за невелику ціну. Спантеличена Поллі одразу ж купує його. Після цього Ґонт бреше їй, нібито Алан розкрадав державні гроші разом з Кітоном. Ґонт переконує Поллі піти на яхту Алана, щоб довести це. Вона знаходить там багато грошей, телефонує Алану та заявляє, що розриває заручини з ним.
Ґонт переконує Кітона, що всі змовилися проти нього, та наказує напасти на Норріса Ріджвіка в поліцейській дільниці. Алану вдається завадити Кітону, прикувавши його наручниками до авто. Незабаром Кітону вдається втекти, дістатися додому та вбити свою дружину. Тоді йому телефонує Ґонт і обіцяє якусь корисну річ.
Г'ю Пріст і власник бару застрелюють один в одного. Ґонт починає продавати своїм клієнтам зброю, заохочуючи їх вбивати тих, хто їх образив. Далі Ґонт наказує Кітону закласти вибухівку в міській католицькій церкві, де Алан ділиться з католицьким священником Міханом думкою, що Ґонт є втіленням диявола. Церква вибухає, але Алану та Міхану вдається врятуватися. Отець Міхан вважає, що вибух влаштував його суперник, протестантський священник Віллі Роуз, і йде помститися йому.
Алан обеззброює Міхана та вистрілює набої в повітря, на велике розчарування Ґонта. Привернувши увагу містян, Алан переконує жителів Касл-Року схаменутися, та пояснює їм злочинні дії Ґонта. Усі припиняють чвари, крім Кітона, який цілиться з рушниці в Алана та Ріджвіка, погрожуючи всіх підірвати динамітом, схованим під пальто. Алану вдається переконати його повстати проти Ґонта. Кітон кидається на Ґонта крізь вітрину магазину «Нагальні речі», динаміт вибухає та знищує магазин.
Неушкоджений Ґонт вибирається з палаючих уламків свого магазину. Він обіцяє Алану та Поллі, що зустрінеться з їхнім онуком у 2053 році, а потім покидає місто на чорному авто.

## У ролях
- Макс фон Сюдов — Ліланд Ґонт
- Ед Гарріс — шериф Алан Пенгборн
- Бонні Беделіа — Поллі Чалмерс
- Аманда Пламмер — Нетті Кобб
- Дж. Т. Волш — Денфорт Кітон
- Рей Маккіннон — Норріс Ріджвік
- Велрі Бромфілд — Вілма Джерзік
- Шейн Маєр — Браян Раск
- Ліза Блаунт — Кора Раск
- Дон Сінклер Девіс — преподобний Віллі Роуз

## Сприйняття
Фільм отримав неоднозначні відгуки критиків. Згідно з Rotten Tomatoes його рейтинг схвалення складає 32 % з середньою оцінкою 4,8/10.
Роджер Еберт дав йому 1,5 зірки з 4, сказавши, що у фільмі «є лише одна нота, яку він відтворює знову і знову, щось на зразок сатанинської тортури водою. Це не смішно і не страшно, і все це якось пригнічує». На думку критика, Ед Гарріс намагається зобразити свого персонажа більшим героєм, ніж він того заслуговує. Проте він похвалив акторську гру Макса фон Сюдова.
Джанет Маслін у The New York Times дала фільму різко негативну рецензію, сказавши, що після опису передумов, «„Нагальні речі“ присвячує себе цілком передбачуваним сутичкам, деякі з них поставлені з напруженою іронією, яка тільки погіршує ситуацію». Все відбувається дуже просто й нудно аж до фіналу, де містяни згуртовуються проти Ґонта. Джанет Маслін також висловила жаль з приводу того, що найкращі репліки в фільмі належать лиходієві.